# Gutenberg (Styria)
Gutenberg (do 31 kwietnia 2023 Gutenberg-Stenzengreith) – gmina w Austrii, w kraju związkowym Styria, w powiecie Weiz. Liczy 1636 mieszkańców (1 stycznia 2023).